# Cheloscina antennula
Cheloscina antennula is een vlokreeftensoort uit de familie van de Mimonectidae. De wetenschappelijke naam van de soort is voor het eerst geldig gepubliceerd in 1996 door Shih & Hendrycks.